# Empoasca perlonga
Empoasca perlonga är en insektsart som beskrevs av Davidson och Delong 1938. Empoasca perlonga ingår i släktet Empoasca och familjen dvärgstritar. Inga underarter finns listade i Catalogue of Life.